# Lee Bo-na
Lee Bo-na (* 22. Juli 1981 in Gwangju) ist eine südkoreanische Sportschützin. Sie trat in den Disziplinen Trap und Doppeltrap an.

## Erfolge
Lee Bo-na nahm an zwei Olympischen Spielen teil: bei den Olympischen Spielen 2004 in Athen gewann sie mit 145 Treffern in der Finalrunde hinter Kim Rhode und vor Gao E die Silbermedaille im Doppeltrap, während sie sich im Trap mit insgesamt 83 Treffern Bronze sicherte. 2008 belegte sie in Peking im Trap den 19. Platz. Dazwischen gewann sie bei den Weltmeisterschaften 2006 in Zagreb Bronze im Doppeltrap. Mehrere Medaillengewinne gelangen ihr auch bei Asienspielen, darunter drei bei den Asienspielen 2006 in Doha. Im Doppeltrap-Einzel sowie mit der Trap-Mannschaft belegte sie den Bronzerang, mit der Doppeltrap-Mannschaft gelang ihr der Gewinn der Goldmedaille. 2010 folgte eine weitere Bronzemedaille mit der Trap-Mannschaft und Silber mit der Doppeltrap-Mannschaft. Ihre sechste und letzte Medaille bei Asienspiele gewann Lee 2014 in Incheon, als sie mit der Doppeltrap-Mannschaft nochmals Silber holte.